# Los patinadores
El Vals de los patinadores o Les patineurs (del alemán: Der Schlittschuhläufer-Walzer), Op. 183, es un vals de Émile Waldteufel. Fue compuesto en el año 1882 y se inspiró por el Cercle des Patineurs o 'Pista de patinadores' del Bois de Boulogne en París. Su introducción al vals puede compararse con el aplomo de un patinador y el glissando evoca escenas de una atmósfera invernal. Los otros temas que siguen son elegantes y arremolinados, como si representaran un anillo de patinadores en su gloria. Se añadieron campanas en buena medida para completar el paisaje inviernal. Fue publicado por Hopwood & Crew, y fue dedicado a Ernest Coquelin que era el hermano menor de dos célebres actores hermanos de la Comédie Française.

Vals 1

Vals 4

## Uso en el cine
Les Patineurs Valse ha aparecido en decenas de películas, desde los primeros talkies para el presente. Estos incluyen El Hollywood Revue of 1929, Mi mujer favorita, Carros de fuego, Un simple deseo, Mi hermosa lavandería, Wife vs. Secretary, y muchos otros.